# Hans Drescher
Hans Drescher (født 23. maj 1914 i Hamborg – 31. marts 2005) var en dansk professionel weltervægtsbokser.
Hans Drescher debuterede som professionel den 6. april 1934 med en pointsejr over svenskeren Lorentz Olsson i Lorensbergs Circus i Göteborg. De første 8 kampe i karrieren blev bokset i Norge, Sverige og Finland med blandet succes. Hans Drescher boskede første gang i Danmark som professionel den 13. marts 1936, da han besejrede Wilhelm Bech i København. I årene 1936-37 opnåede han en stribe sejre i Danmark, og i 1937 opnåede han yderligere to sejre i kampe i hjembyen Hamborg. Yderligere kampe fulgte med succes i Paris, Milano, London og i en ræke andre europæiske byer. 
Den 4. maj 1941 blev Hans Drescher matchet mod det store tyske navn på daværende tidspunkt, Gustav Eder. Eder havde 6 år forinden slået Einar Aggerholm ud i 1. omgang i en EM-titelkamp, og havde langt over 100 professionelle kampe bag sig. Drescher havde før kampen kun tabt 8 ud af sine 37 kampe og de fleste af nederlagene lå flere ud tilbage. Eder var dog Drescher langt overlegen, og stoppede ham i 7. omgang af kampen i Hamborg. 
Efter kampen mod Eder boksede Dracher 4 kampe med 2 sejre og 2 nederlag, inden krigen i Europa satte en effektiv stopper for professionel boksning. Efter krigen genoptog Drescher karrieren, men blev stoppet i sin 2. comeback kamp, da han den 8. januar 1946 i Stockholm blev stoppet af den stærke finne Yrjo Piitulainen i 5. omgang efter at have været i gulvet 8. gange. 
Hans Drescher opnåede 44 kampe (28 sejre (8 før tid), 12 nederlag og 4 uafgjorte).

## Eksterne links
- Hans Dreschers profesionelle rekordliste hos BoxRec (engelsk)